# Vatertag – Ein guter Tag zum Sterben
Vatertag – Ein guter Tag zum Sterben (Originaltitel Underworld) ist eine US-amerikanische Thrillerkomödie von Roger Christian aus dem Jahr 1996. In den Hauptrollen sind Denis Leary, Joe Mantegna und Annabella Sciorra besetzt, in tragenden Rollen Larry Bishop, Abe Vigoda, Robert Costanzo und Traci Lords. Das seinerzeitige Filmplakat titelte: „Sometimes Revenge Is the Best Therapy.“ (Manchmal ist Rache die beste Therapie). Ein anderes Filmplakat warb mit der Aussage: „I’m not a psychopath. I’m a soziopath… Sociopath sounds friendlier.“ (Ich bin kein Psychopath. Ich bin ein Soziopath... Soziopath klingt freundlicher.)

## Handlung
Johnny Crown verbringt sieben Jahre im Gefängnis, wo er ein Psychologiestudium absolviert, obwohl oder gerade weil er psychotisch ist. Sobald er wieder frei ist, will er die Verbrecher zur Strecke bringen, die seinen Vater getötet haben. Als es dann so weit ist, macht er sich gemeinsam mit seinem Freund Frank Gavilan, den er lange nicht gesehen hat, auf die Suche nach den rivalisierenden Banden. Frank ist Johnnys bester Freund seit seiner Kindheit. Er hat es zu einem erfolgreichen Nachtclubbesitzer gebracht, ist aber auch eine Figur des organisierten Verbrechens. Sein erster Weg nach seiner Entlassung führt ihn in ein Industriegebiet und zu einer Lagerhalle von Essex Enterprises. In der Halle stehen an einer Wand aufgereiht Männer, die einen Anzug tragen und von Mitch Reed und seinen Kumpanen in Schach gehalten werden. Johnny entsteigt seiner Limousine, bringt eine vollautomatische MP in Anschlag und erschießt sie alle. Dann schließt er die Tür seines Gefährts und rollt davon. Johnnys Weg führt ihn durch die schmuddeligen Straßen der Stadt und in Nachtclubs. Er nutzt sein umfassendes Wissen über Freud und Jung und macht sich daran, ebenfalls Verbrecherboss zu werden. Er wird in Verschwörungen verwickelt, die ihn eigentlich gar nicht interessieren. Alles, was er will ist, seinen Vater zu rächen – und das soll am Vatertag passieren Johnny kommt auch wieder in Kontakt mit der Psychiaterin Dr. Leah, der getrennt lebenden Frau von Frank Gavilan sowie mit den Drecksäcken, wie er es ausdrückt, die in dem Reigen aus Gewalt mitmischen, wie beispielsweise dem stoischen Dan „The Iceberg“ Eagan, dem klugen Bösewicht Ned Lynch und dem eidechsenhaften Psychopathen „Smilin“ Phil Fox. Mit Ned Lynch, der in der Unterwelt eine große Rolle spielt, allerdings nicht so groß ist, wie er es gerne wäre, hat Johnny eine Allianz geschlossen. Johnny fällt auf, dass, sobald der Name Richard Essex fällt, jeder in der Stadt Angst hat. Sein Name ist verbunden mit größter Gefahr und Eiseskälte. Dieser Essex ist jedoch der Mann, den Johnny unbedingt finden will, die Suche nach ihm hat für Johnny höchste Priorität. Seine im Gefängnis erlernten psychoanalytischen Fähigkeiten sollen ihm helfen, dem Mörder seines Vaters auf die Spur zu kommen. Johnny studiert die Reaktionen seines Freundes Frank Gavilan sehr genau, während er einen Verdächtigen nach dem anderen durchgeht, um den Mörder seines Vaters einzugrenzen. Schließlich rollt seine Limousine vor der Villa des Mafiosis Ned Lynch vor, der gerade mit neun seiner Männer beim Abendessen an einem Tisch sitzt und einen Toast ausspricht. Alle erheben ihre Gläser. Und das wohl zum letzten Mal.
Johnny ist gewillt, nicht eher Ruhe zu geben, bis jeder, der auch nur entfernt mit dem Hirntod seines Vaters infolge eines verpatzten Attentats zu tun hatte, ebenfalls tot ist. Dass auch Frank Gavilan Schuld am Tod seines Vaters trägt, weiß Johnny eigentlich schon lange. Dass es sich bei ihm aber um den gefürchteten Richard Essex handelt, der für das Attentat verantwortlich ist, hat er jetzt erst herausgefunden. Und so kommt es am Vatertag, wie es kommen muss, nämlich zum großen Showdown, in dem vier Menschen gleichzeitig auf jeweils eine andere Person schießen.

## Produktion

### Produktionsnotizen
Es handelt sich um eine Produktion von Keystone Pictures in Zusammenarbeit mit Trimark Pictures und Underworld Films. Der Film wurde ab dem 16. November 1995 in Vancouver in der Provinz British Columbia in Kanada gedreht.

### Soundtrack
Auf der Seite der Film Noir schrieb Matthias Merkelbach: „Typisch“ sei „der musikalische Hintergrund mit dem Sound zeitgenössischen Alternative Rocks von Simon Bonney (ex-Crime & the City Solution), The Blue Hawaiians, Gallon Drunk und so weiter“.
- Distant Land von Traci Lords, Mike Edwards & Johann Bley – Vortrag: Traci Lords
- My Pop, Musik: Anthony Marinelli, Text: Larry Bishop, Roger Christian and Anthony Marinelli
  - Vortrag: Joe Mantegna
- Anything You Can Do von Irving Berlin – Vortrag: Denis Leary

### Veröffentlichung, Nominierung
Der Film hatte seine Weltpremiere im Juni 1996 auf dem italienischen Festival Internazionale del Giallo e del Mistro Cinema Televisione Letteratura (MystFest). Dort war der Regisseur Roger Christian für und mit seinem Film in der Kategorie „Bester Film“ nominiert. Am 10. Oktober 1996 wurde der Film auf dem Austin Film Festival in den Vereinigten Staaten vorgestellt. Am 9. Mai 1997 lief er dann allgemein in den Kinos der Vereinigten Staaten an. In den Niederlanden wurde er erstmals am 24. Juli 1997 veröffentlicht, im Vereinigten Königreich hatte er im November 1997 Videopremiere, ebenso erfolgte im November 1997 eine erste Veröffentlichung in Japan. Videopremiere hatte der Film im Februar 1998 in Island, im März 1998 in Schweden und im Juni 1999 in Argentinien. Veröffentlicht wurde er zudem in Brasilien, Bulgarien, Kanada, Frankreich, Griechenland, Italien, Russland und in Spanien. In Deutschland wurde er erstmals unter dem Titel Vatertag – Ein guter Tag zum Sterben im Fernsehen ausgestrahlt.

## Kritik
Anita Gates schrieb in der New York Times vom 9. Mai 1997, der Film sei ein blutiger, gewalttätiger, profaner Psychothriller, der wahrscheinlich versuche Pulp Fiction zu sein und doch nur zeige, wie brillant Pulp Fiction gewesen sei. In diesem Film würden sich gute Schauspieler in den Hauptrollen bemühen, den verkörperten Charakteren trotz der eigenartigen Dialogzeilen Glaubwürdigkeit einzuhauchen. Dies gelinge ihnen in bewundernswertem Maße. Die Aufmerksamkeit für das Visuelle trage dazu bei, diesem Film einen wirkungsvollen, düsteren Stil zu verleihen. Der finale Showdown, bei dem alle vier Männer ihre vier Waffen aufeinander richteten, gehe viel zu weit, entspreche aber genau dem Geist des unpassenden Endes.
Die Zeitschrift TVdirekt 10/2007 kennzeichnete den Film als einen der „schwachen Filme“ und riet zum Umschalten.
Nathan Rabin verfasste eine Kritik für The A.V. Club und stieg in die Bewertung ein, indem er schrieb, Underworld sei eine immens irritierende Übung inkohärenter filmischer Selbstgefälligkeit. Die Handlung des Fims mache außerordentlich wenig Sinn, da alle Nebencharaktere nur deshalb zu existieren scheinen, damit sie von den drei Hauptdarstellern nach dem Zufallsprinzip erschossen werden könnten. Zwar verleihe der Regisseur Roger Christian dem Film einen eleganten, übernatürlichen visuellen Glanz, könne aber kaum etwas tun, um den Mangel an gesundem Menschenverstand, narrativer Klarheit und Substanz im Drehbuch zu verbergen. Albern, süßlich und unerträglich selbstgefällig. Auch wenn Underworld großartig anzusehen sei, mangele es in allen Bereichen schmerzlich.
Ähnlich wie Rabin ging es auch Paul Tatara, der den Film für CNN in Interactive bewertete. Er meinte, es sei höchste Zeit, dass jemand eine Liste für mittelmäßige Drehbuchautoren ins Leben rufe, die versuchen würden, Quentin Tarantinos geschwätzige Dialoge nachzuahmen. Underworld sei ein neuer Mob-Film mit dem begabten, aber sehr, sehr unglücklich besetzten Denis Leary in der Hauptrolle. Nichts, was in Underworld passiere, mache viel Sinn. Es sei ein wachsender Sport, Gangster dazu zu bringen, Dinge zu sagen und zu tun, die man normalerweise nicht von Gangstern erwarten würde. Tarantino (ein sehr talentierter, aber auch übergelobter Autor) habe es geschafft, die Hälfte der Leute in der Filmindustrie davon zu überzeugen, dass inkongruentes Verhalten gut, lustig und der Höhepunkt von Kreativität sei. Underworld sei ungefähr der gewalttätigste Film, den er je gesehen habe, und da übertreibe er nicht. Er schätze, dass es mindestens zehn Menschen immer mal wieder Schläge ins Gesicht bekämen und weitere dreißig auf verschiedene Weise zu Tode kämen, sei es dadurch, dass sie erstochen, zerhackt, aufgeschlitzt oder mit Maschinengewehren durchsiebt würden oder durch riesige Glasscheiben flögen. Rabin meinte, er sei nicht beleidigt von der Gewalt im Film, sondern von dem absoluten Mangel an Erfindungsreichtum, der nun einmal nötig sei, um einen Film interessant zu machen. Rabins Fazit: Underworld sei sehr gewalttätig, sehr profan und sehr schlecht. In einem örtlichen Schlachthof werde wahrscheinlich weniger getötet.
Für der Film Noir befasste sich Matthias Merkelbach mit dem Film und zitierte, was das WBAI Radio, New York, auf dem Frontcover der DVD-Edition vermerkt hatte: „A tremendously entertaining, darkly comedic, surrealistic romp through the film noir genre.“ (Ein ungeheuer unterhaltsamer, düster-komödiantischer, surrealistischer Streifzug durch das Film-Noir-Genre). Der Film sei „voller überdrehter, bizarrer und tabuloser Charaktere wie aus einem hippen Comic Strip und gerade auch optisch“ – der Film spiele „in einer einzigen Nacht“ – „überaus avanciert und einfallsreich“. Ziemlich bald werde auch deutlich, „dass jener Racheplot nach einem Drehbuch von Larry Bishops, der selbst auch eine Nebenrolle bekleid[e], eindeutig von Samuel Fullers Alles auf eine Karte (USA 1960) beeinflusst worden“ sei – „im Original Underworld, U.S.A.“ Der Regisseur Roger Christian mache „ausgiebig Gebrauch von Drehorten in der Großstadt Vancouver, Kanada“. Joe Mantegna und Denis Leary seien „gute Schauspieler, die solches auch hier unter Beweis“ stellten. Doch das sei es dann auch schon gewesen. Der Film selbst sei „von A bis Z ein heilloser Mumpitz“. Merkelbach zitierte sodann Judge Short, der mit erheblicher Entrüstung für DVD Verdict geschrieben habe: „I hated this movie. I thought of words to describe the film, and ‚sucked‘ and ‚stunk‘ just didn’t do it justice.“ (Ich hasste diesen Film. Mir fielen Worte ein, um den Film zu beschreiben, aber „Scheiße“ und „Stinkend“ wurden ihm einfach nicht gerecht). Er könne Short verstehen. Die Charaktere des Films seien derart „klischeehaft und konturlos“, dass es „kaum zu fassen“ sei. „Der schwarze Humor der Einzeiler und Dialoge“ sei „ein Abklatsch der wirklich hintergründigen Rhetorik klassischer Autoren Hollywoods, die den Film Noir mit einem zentralen Element versehen“ hätten – „seiner Sprache“. Schon „die erste halbe Stunde des Films“ sei „wenig spannend“, ab dem zweiten Drittel werde die Dramaturgie „derart holprig und peinlich unlogisch, dass der Zuschauer jegliches Interesse an der Geschichte verlieren“ müsse. Underworld zähle „im Kanon des Neo Noirs zu den schlechtesten Filmen“, die er jemals gesehen habe, „ein vollends überflüssiges Produkt seiner Zeit, die im Kontext eben nicht nur für Qualität“ stehe.
Premiere schrieb seinerzeit: „Harter Neo-Noir-Thriller mit exzellenten Darstellern.“ Die Kritik des Lexikon des internationalen Films fiel ähnlich aus, wie die Mehrzahl der Kritiken. Dort war zu lesen: „Ein junger Gangster will die Ermordung seines Vaters rächen und zettelt eine sehr blutige Vergeltung an. Ein weiterer Gangsterfilm im ‚Pulp Fiction‘-Fahrwasser, der zwar die Fähigkeit zur Zitation, aber keine Eigenständigkeit unter Beweis stellt.“